# 楊選
楊選（1514年—1563年），字以公，號東江，山東濟南府章丘縣人，軍籍，明朝政治人物。嘉靖甲辰進士，累官至薊遼總督。因防禦蒙古韃靼入關不力，下獄論罪棄市。

## 生平
嘉靖十九年（1540年）庚子科山東鄉試第四十一名。嘉靖二十三年（1544年）甲辰科三甲八十五名進士，授行人司行人。嘉靖二十七年（1548年）三月，任山西道監察御史。升山西按察司副使。嘉靖三十七年（1558年）三月，接替朱笈任都察院右僉都御史、大同巡撫，丁憂歸，服闋，嘉靖三十九年（1560年）十一月以原職巡撫大同。嘉靖四十年（1561年）六月，升任都察院右副都御史、總督薊遼保定等處軍務，十月以居庸岔道卻敵之功，升兵部右侍郎、都察院右副都御史、總督如故。
嘉靖四十二年（1563年），薊鎮的古北口巡哨兵卒出關，被朵顏衛人馬俘擄。頭目通漢為蒙古韃靼部首領俺答之子辛愛妻子的義父，在此事之後叩關討賞，被副總兵胡鎮設伏兵活捉。楊選意圖牽制辛愛，便扣押通漢，還要求其子每半年輪番入關當人質。楊選自以得計，向朝廷邀功，與巡撫徐紳一併受賞。朵顏等三衛對楊選之舉十分忿恨，同年十月，引辛愛兵馬由墻子嶺、磨刀峪毀長城入侵，劫掠順義、三河、通州等處，威脅京師，留內地八日不退。明世宗大怒。給事中李瑜彈劾楊選、徐紳、副使盧鎰，參將馮詔、胡粲，遊擊嚴瞻等，數人全部被逮下獄。又過兩日，敵人方退。刑部按世宗意思，擬定楊選死罪，斬於市，梟首示邊。妻子流二千里。

## 家族
曾祖楊鼎；祖父楊璞，曾任壽官；父楊盈，曾任知縣。母時氏。重慶下。兄楊進、楊道；弟楊遜、楊連。

## 延伸阅读
[在维基数据编辑]
 《明史卷二百〇四》，出自《明史》